# アブ・シンベル神殿
アブ・シンベル神殿（Abu Simbel）は、エジプト南部、スーダンとの国境近くにあるヌビア遺跡。紀元前1260年頃の建設で、アモン・ラー神などの岩窟神殿。

## 概要・歴史
オリジナルは、砂岩でできた岩山を掘り進める形で作られた岩窟神殿。大神殿と小神殿からなる。建造主は新王国時代第19王朝の王、ラムセス2世。大神殿は太陽神ラーを、小神殿は女神ハトホルを祭神としている（小神殿は王妃ネフェルタリのために建造されたものでもある）。
建設後、長い年月の内に砂に埋もれていたが、1813年にスイスの東洋学者ヨハン・ルートヴィヒ・ブルクハルトによって小壁の一部が発見され、1817年にブルクハルトの知人であったイタリア人探検家ジョヴァンニ・バッティスタ・ベルツォーニによって出入り口が発掘された。
1960年代、ナイル川にアスワン・ハイ・ダムの建設計画により、水没の危機にあったが、ユネスコによって、国際的な救済活動が行われた。1964年から1968年の間に、正確に分割されて、約60m上方、ナイル川から210m離れた丘へ、コンクリート製のドームを基盤とする形で移築された。現在ではアスワン・ハイ・ダムの建設によってできた人造湖のナセル湖のほとりにたたずんでいる。この大規模な移設工事がきっかけとなり、遺跡や自然を保護する世界遺産が創設された。アブ・シンベル神殿は世界遺産の象徴的な遺跡で、文化遺産として登録されている。

## アブ・シンベル大神殿

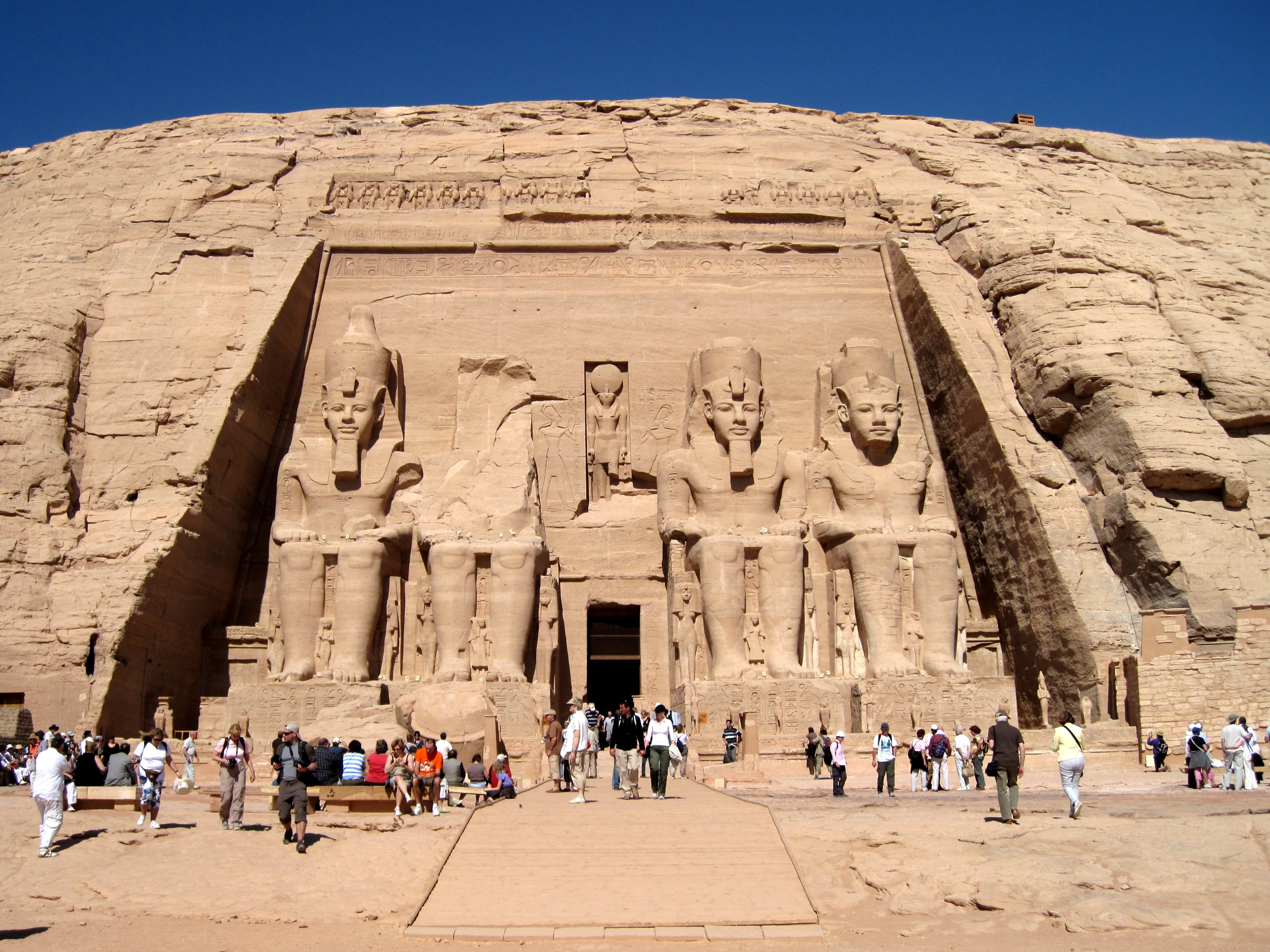
アブ・シンベル大神殿。青年期から壮年期までの4体のラムセス2世像が置かれている。左から2体目の手前にある岩塊は2体目の頭部の一部

大神殿の4体の像はラムセス2世で、その前に並んでいるのは家族の像である。奥にはプタハ神、アメン・ラー神、ラー・ホルアクティ神、そしてラムセス2世の像がある。像の脚にはヌビア遠征に赴いたギリシャ人傭兵による古代ギリシャ語の落書きが彫られている。
ラムセス2世像のうち向かって左から2体目は神殿完成の数年後に起きた地震によって崩れ、頭部の一部が2体目の前に転がっている。
壁には神聖化された聖なる船の前で儀式を行う場面が描かれている。浮き彫りに王の業績、北の壁にはカディシュの戦い、南の壁にはシリア・リビア・ヌビアとの戦いが描かれている。

## 光の照射
この神殿では、10月22日と2月22日の年に2回、太陽の光が神殿内部を通過し、神殿の壁と奥の4体の像のうち、冥界神であるプタハを除いた3体を照らすように設計されたと考えられている。現在はその日付の1日後にこの現象がみられ、観光の目玉となっている。神の化身としての王の力は、太陽光のエネルギーによって活性化し強化され、ラムセス2世はアメン＝ラーとラー・ホルアクティに並ぶ力を得たと考えられている。
この2つの日はそれぞれ王の誕生日と即位の日であると言われているが、それを裏付ける直接的証拠はない。
しかし、これらの現象は特定の重要なイベント、シリウスのヒライアカル・ライジングと発見された碑文に基づいた計算によると、この日付は確かに10月22日であった可能性がある。地球の地軸の歳差運動のため、北回帰線におけるずれが蓄積し、この通過する日時は神殿が建てられた3000年前より大幅にずれている。そのずれは神殿がもとあった場所から移動されたためにさらに悪化している (PDF) 。

## アブ・シンベル小神殿

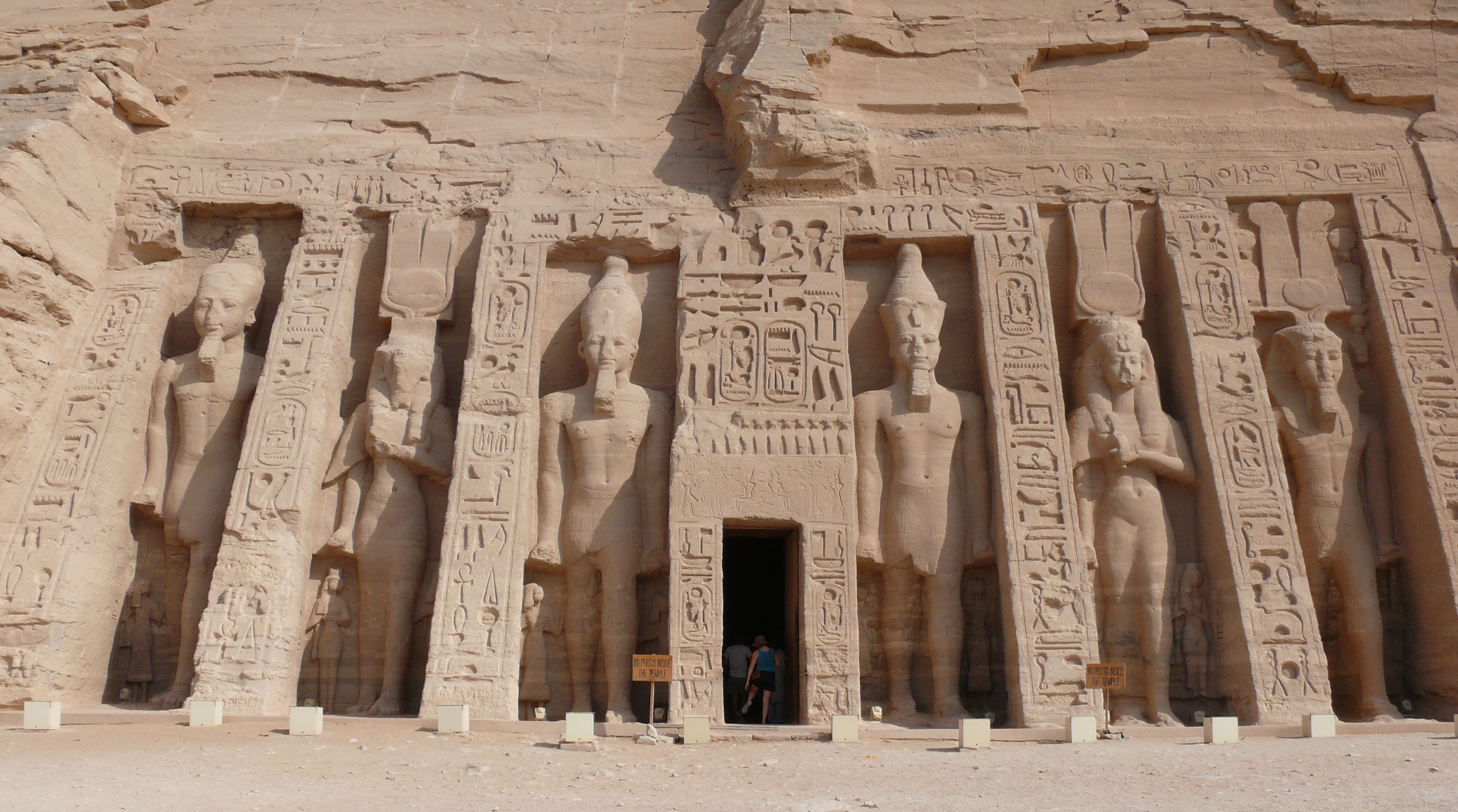
アブ・シンベル小神殿。2体のネフェルタリ像及び4体のラムセス2世像が交互に置かれている。

ハトホル神と王妃ネフェルタリに捧げられた神殿。
立像が6体あり、そのうちの4体は王、2体はネフェルタリである。脇には王子と王女を配置している。

## 気候
| アブ・シンベル神殿の気候                             | アブ・シンベル神殿の気候 | アブ・シンベル神殿の気候 | アブ・シンベル神殿の気候 | アブ・シンベル神殿の気候 | アブ・シンベル神殿の気候 | アブ・シンベル神殿の気候 | アブ・シンベル神殿の気候 | アブ・シンベル神殿の気候 | アブ・シンベル神殿の気候 | アブ・シンベル神殿の気候 | アブ・シンベル神殿の気候 | アブ・シンベル神殿の気候 | アブ・シンベル神殿の気候 |
| 月                                                   | 1月                      | 2月                      | 3月                      | 4月                      | 5月                      | 6月                      | 7月                      | 8月                      | 9月                      | 10月                     | 11月                     | 12月                     | 年                       |
| ---------------------------------------------------- | ------------------------ | ------------------------ | ------------------------ | ------------------------ | ------------------------ | ------------------------ | ------------------------ | ------------------------ | ------------------------ | ------------------------ | ------------------------ | ------------------------ | ------------------------ |
| 平均最高気温 °C （°F）                               | 23.6 (74.5)              | 26 (79)                  | 30.2 (86.4)              | 35.3 (95.5)              | 39.1 (102.4)             | 40.6 (105.1)             | 40.2 (104.4)             | 40.2 (104.4)             | 38.7 (101.7)             | 36 (97)                  | 29.7 (85.5)              | 24.9 (76.8)              | 33.71 (92.73)            |
| 日平均気温 °C （°F）                                 | 16.4 (61.5)              | 18.2 (64.8)              | 22.1 (71.8)              | 27 (81)                  | 31 (88)                  | 32.7 (90.9)              | 32.7 (90.9)              | 32.9 (91.2)              | 31.4 (88.5)              | 28.8 (83.8)              | 22.7 (72.9)              | 18.1 (64.6)              | 26.17 (79.16)            |
| 平均最低気温 °C （°F）                               | 9.2 (48.6)               | 10.4 (50.7)              | 14.1 (57.4)              | 18.8 (65.8)              | 23 (73)                  | 24.8 (76.6)              | 25.3 (77.5)              | 25.7 (78.3)              | 24.2 (75.6)              | 21.6 (70.9)              | 15.8 (60.4)              | 11.4 (52.5)              | 18.69 (65.61)            |
| 降水量 mm （inch）                                   | 0 (0)                    | 0 (0)                    | 0 (0)                    | 0 (0)                    | 0 (0)                    | 0 (0)                    | 0 (0)                    | 0 (0)                    | 0 (0)                    | 0 (0)                    | 0 (0)                    | 0 (0)                    | 0 (0)                    |
| 平均降雨日数                                         | 0                        | 0                        | 0                        | 0                        | 0                        | 0                        | 0                        | 0                        | 0                        | 0                        | 0                        | 0                        | 0                        |
| 平均日照時間                                         | 10                       | 10                       | 10                       | 10                       | 11                       | 11                       | 11                       | 11                       | 10                       | 10                       | 10                       | 10                       | 10.3                     |
| 出典1：Climate-Data.org                              |                          |                          |                          |                          |                          |                          |                          |                          |                          |                          |                          |                          |                          |
| 出典2：Weather to Travel for sunshine and rainy days |                          |                          |                          |                          |                          |                          |                          |                          |                          |                          |                          |                          |                          |

## 遺跡
- アブ・シンベル大神殿
- アブ・シンベル小神殿

## 登録基準
この世界遺産は世界遺産登録基準のうち、以下の条件を満たし、登録された（以下の基準は世界遺産センター公表の登録基準からの翻訳、引用である）。
- (1) 人類の創造的才能を表現する傑作。
- (3) 現存するまたは消滅した文化的伝統または文明の、唯一のまたは少なくとも稀な証拠。
- (6) 顕著で普遍的な意義を有する出来事、現存する伝統、思想、信仰または芸術的、文学的作品と直接にまたは明白に関連するもの（この基準は他の基準と組み合わせて用いるのが望ましいと世界遺産委員会は考えている）。

## アクセス
- アブ・シンベル空港からエジプト航空の無料送迎バスで約10分。バスは飛行機の発着に合わせて往復するが、基本的にどのバスに乗ってもよい。
- アスワンからバスで約4時間。